# Splendrillia candidula
Splendrillia candidula é uma espécie de gastrópode do gênero Splendrillia, pertencente a família Drilliidae.